# Scopula reconditaria
Scopula reconditaria är en fjärilsart som beskrevs av Pieter Cornelius Tobias Snellen 1872. Scopula reconditaria ingår i släktet Scopula och familjen mätare. Inga underarter finns listade.